# Tabiteuea (Tarawa)
Tabiteuea (auch: Tabiteues) ist ein Ort mit einer Landfläche von 0,33 km² auf dem gleichnamigen Motu im Osten des Tarawa-Atolls in den zum Inselstaat Kiribati gehörenden Gilbertinseln im Pazifischen Ozean. Im Jahr 2020 hatte der Ort 524 Einwohner.

## Geographie
Tabiteuea liegt im zerklüfteten Teil des nordöstlichen Arms des Atolls von Tarawa. Der Ort befindet sich im Mangrovengebiet zwischen Nabeina (NW) und Abatao (SO) und ist durch Brücken und Dämme mit den benachbarten Inseln verbunden.

## Klima
Das Klima ist tropisch heiß, wird jedoch von ständig wehenden Winden gemäßigt. Ebenso wie die anderen Orte des Tarawa-Atolls wird Tabiteuea gelegentlich von Zyklonen heimgesucht.